# Со Чхэ Хён
Со Чхэ Хён (кор. 서채현; род. 1 ноября 2003, Ёндынпо) — южнокорейская спортсменка, выступающая в спортивном скалолазании. Участница Олимпийских игр.
В дебютном для себя сезоне на взрослом уровне она выиграла общий титул Кубка мира в 2019 году. Её прозвали «Второй Ким Джа Ин» за успехи в соревнованиях по лазанию на трудность в 2019 году.

## Биография
Со родилась в семье скалолазов 1 ноября 2003 года. Она начала заниматься этим видом спорта в 2008 году в возрасте семи лет. Её отец Со Джон Гук владеет скалодромом в Сеуле. Её мать Чон Со Ён соревновалась на международном уровне.

## Карьера
Тренируется в Сеуле.
В 2018 году, в возрасте четырнадцати лет, Со прошла маршрут 9a Bad Girls Club в Wicked Cave в Рифле.
В 2019 году она дебютировала в Кубке мира по скалолазанию и выиграла титул в сезоне, опередив словенку Янью Гарнбрет и японку Нацуки Тани, выиграв 4 золотые, 1 серебряную и 1 бронзовую медали во всех шести этапах, в которых приняла участие. Затем она участвовала в чемпионате Азии и заняла первое место как в лазании на трудность, так и в боулдеринге.
В 2019 году она прошла квалификацию на первые в истории скалолазания летние Олимпийские игры в Токио. Она должна была выступить на чемпионате Азии, который был отменен. За ней также осталось место на чемпионате мира вместе с соотечественницей Чхон Джон Вон.
На Олимпийских играх в квалификации заняла семнадцатое место в лазании на скорость, пятое в боулдеринге с двумя топами и четырьмя зонами, а затем выиграла лазание на трудность, единственной преодолев более 40 зацепов. Она вышла в финал со второго места. Тем не менее, в финале выступила неудачно, став последней в лазании на скорость (лишь в одном забеге за 7 место она сумела преодолеть эталонную трассу быстрее 10 секунд, но проиграла), и стала седьмой в боулдеринге, не преодолев ни одной зачётной точки. Подняться в многоборье она могла только благодаря победе в лазании на трудность, но Со Чхэ Ён не сумела превысить результат словенки Яньи Гарнбрет и осталась на последнем восьмом месте с произведением мест 112 (опережение словенки позволило бы ей финишировать с 54 очками, что соответствовало бронзовой медали).

## Результаты

### Кубок мира
| [ 19 ]               | 2019 |
| -------------------- | ---- |
| Лазание на трудность | 1    |
| Боулдеринг           | -    |
| Лазание на скорость  | -    |
| Многоборье           | -    |

### Чемпионат мира
| [ 20 ]               | 2019 |
| -------------------- | ---- |
| Лазание на трудность | 4    |
| Боулдеринг           | 13   |
| Лазание на скорость  | 50   |
| Многоборье           | 13   |

### Чемпионат Азии
| [ 20 ]               | 2019 |
| -------------------- | ---- |
| Лазание на трудность | 1    |
| Боулдеринг           | 1    |
| Лазание на скорость  | 15   |
| Многоборье           | 4    |